# Der Club der Furchtlosen
Der Club der Furchtlosen (Le club des peur-de-rien) ist eine zwischen 1958 und 1979 erschienene frankobelgische Comicserie.

## Handlung
Vier Freunde mit jeweils unterschiedlichen Charaktereigenschaften gründen zusammen den Club der Furchtlosen. Ihr Präsident ist Junior. Ihr Hauptquartier befindet sich in einem verlassenen Schuppen. Sie helfen der Polizei bei der Aufklärung ungelöster Kriminalfälle.

## Hintergrund
Tibet zeichnete die humoristische Serie für Junior, der Kinderbeilage von Chez Nous. Greg, André-Paul Duchâteau und Bob de Groot schrieben die Texte. Zwischen 1965 und 1969 war Tibet selbst für sieben Geschichten verantwortlich. Die Serie erschien in Junior und der französischen Ausgabe von Tintin. Es kam auch zu einer teilweisen Albenveröffentlichung. In deutscher Sprache erschienen von 1973 bis 1975 die 12. und die 16. Geschichte in MV Comix. Feest gab 1990 ein Album mit den ersten zwei Episoden heraus.

## Geschichten
- Le club des peur-de-rien[7][8] (Junior, 1958–1959, 30 Seiten)
- Les rois du cirque[8] (Junior, 1959, 30 Seiten)
- Le mystère du grand pingouin[8] (Junior, 1959–1960, 30 Seiten)
- Opération gruyère[8] (Junior, 1960–1961, 30 Seiten)
- Les rois du volant[9] (Junior, 1961, 30 Seiten)
- Les rois de la photo[9] (Junior, 1961–1962, 30 Seiten)
- Les rois des détectives[9] (Junior, 1962, 30 Seiten)
- Les rois des bûcheurs[9] (Junior, 1962–1963, 30 Seiten)
- Les rois du ring[8] (Junior, 1963–1964, 30 Seiten)
- Les rois du cinéma[9] (Junior, 1964, 30 Seiten)
- Les rois des Don Juan[8] (Junior, 1964–1965, 30 Seiten)
- Les rois des corsaires (Junior, 1965, 30 Seiten)
- Les rois des nigauds (Junior, 1965–1966, 30 Seiten)
- Les rois de la peinture (Junior, 1966–1967, 30 Seiten)
- Les rois des reporters (Junior, 1967, 30 Seiten)
- Les rois des kidnappeurs (Junior, 1967–1968, 30 Seiten)
- Les rois des comédiens (Junior, 1968, 30 Seiten)
- Les rois des explorateurs (Junior, 1968–1969, 30 Seiten)
- Les rois de la publicité[9] (Junior, 1969–1970, 30 Seiten)
- Les rois des agents secrets[9] (Junior, 1970, 30 Seiten)
- Les rois de l’intérim[9] (Junior, 1970–1971, 30 Seiten)
- Les rois des mécaniciens[10] (Junior, 1972–1973, 30 Seiten)
- Les rois des aérostiers[10] (Junior, 1973–1974, 30 Seiten)
- Les rois des milliardaires[10] (Junior, 1974–1975, 30 Seiten)
- Les rois des mangeurs[10] (Junior, 1975–1976, 30 Seiten)
- Les rois des vacanciers[10] (Tintin, 1979, 30 Seiten)